# Лясковичский сельсовет (Октябрьский район, Гомельская область)
Лясковичский сельсовет (белор. Ляскавіцкі сельсавет) — упразднённая административная единица на территории Октябрьского района Гомельской области Республики Беларусь. Административный центр — деревня Лясковичи.

## История
Образован 20 августа 1924 года в составе Глусского района Бобруйского округа БССР. После упразднения окружной системы 26 июля 1930 года в Глусском районе БССР. С 20 февраля 1938 года в Глусском районе Полесской области. С 28 июня 1939 года в составе новообразованного Октябрьского района Полесской области, с 20 сентября 1944 года — Бобруйской области, с 8 января 1954 года — Гомельской области. С 25 декабря 1962 года по 30 июля 1966 года в составе Светлогорского района. На 1 января 1974 года в составе сельсовета было 6 населенных пунктов.
17 ноября 1980 года центр сельсовета перенесён из деревни Заболотье в Лясковичи.
В состав Лясковичского сельсовета до 1983 года входила ныне не существующая деревня Старый Двор, до 1998 года — деревня Заверхлессе (в наше время не существует).
11 января 2023 года Поречский и Лясковичский сельсоветы Октябрьского района Гомельской области объединены в одну административно-территориальную единицу — Поречский сельсовет, с включением в его состав земельных участков Лясковичского сельсовета.

## Состав
Лясковичский сельсовет включает 3 населённых пункта:
- Альбинск — деревня.
- Заболотье — деревня.
- Лясковичи — деревня.